# Кріостега
Kryostega collinsoni — викопна амфібія, що була знайдена у Землі Вікторії (Антарктида). Жила 360 млн років тому. Знайдена у 1986 році, описана — у 2008 році.
Кріостега — найбільший житель Антарктиди в тріасовому періоді. Судячи з скам'янілостей вона досягала завдовжки 4,6 м. Полювала на велику здобич і жила у воді. Мала якусь подобу бічної лінії, як у риб. На відміну від усіх інших амфібій, у кріостеги були зуби на піднебінні. Вони досягали 3-4 см і служили моторошним капканом. «Зуби цієї істоти прямо-таки гігантських розмірів. Ми припускаємо, що вона була хижаком і могла полювати на крупну здобич», — каже першовідкривач виду Сайдор. Але й на цьому кровожерливість монстра не закінчується. Він розривав здобич на шматки і тільки потім ковтав.
Голотип (AMNH 24419) знайдений у 1986 році у пластах формування Fremouw у долині Гордон в Трансантарктичних горах. Наразі він зберігається в Американському музеї природознавства в Нью-Йорку. Голотип складається з неповного черепа, в тому числі ділянок з правої і лівої передщелепних кісток, частин лівої щелепи, слізної, носової кісток , леміша і фрагмент піднебіння. Багато збереглося зубів, хоча більшість з них були зламані при своїй основі. Збережена частина черепа дорівнює 27 см завдовжки та 21 см завширшки, загальна розрахункова довжина черепа дорівнює близько метра.

## Ресурси Інтернету
- 15-Foot Antarctic «Salamander» Found; Was Toothy Terror [Архівовано 28 серпня 2014 у Wayback Machine.]
- Display of Antarctic fossils [Архівовано 14 серпня 2011 у Wayback Machine.] at the Fryxell Geology Museum, Augustana College, including the holotype of Kryostega.
- Announcement of Kryostega at ScientificBlogging.

| Цератопс | Це незавершена стаття з палеонтології. Ви можете допомогти проєкту, виправивши або дописавши її. |